# Gemeinde Mirna (Slowenien)
Die Gemeinde Mirna (slowenisch Občina, deutsch Neudegg) ist eine Gemeinde in der historischen Region Dolenjsko/Unterkrain in Slowenien. Sie ist benannt nach ihrem Hauptort Mirna.

## Geografie
Mirna löste sich mit 21 Ortschaften durch ein Referendum von der Gemeinde Trebnje und ist seit Februar 2010 eine eigene selbständige Gemeinde. Die Kommune, mit einer Fläche von 29 km², nimmt den südwestlichen Teil der naturgeographischen Region Mirnska dolina ein und grenzt mit seinem Gemeindegebiet an die Nachbargemeinden, Trebnje im Westen, Litija im Norden, Šentrupert im Nordosten und Mokronog-Trebelno im Südosten.

## Siedlungen und Ortschaften
1. Brezovica pri Mirni  (dt. Bresowitz bei Neudegg)
2. Cirnik (dt. Zirnig)
3. Debenec (dt. Debenz)
4. Glinek (dt. Glinegg)
5. Gomila (dt. Brauensdorf)
6. Gorenja vas pri Mirni (dt. Oberdorf bei Neudegg)
7. Migolica (dt. Migovitz)
8. Migolska Gora (dt. Migovitzberg)
9. Mirna (dt. Neudegg)
10. Praprotnica (dt. Prapretnitz)
11. Ravne (dt. Raunach)
12. Sajenice
13. Selo pri Mirni (dt. Sellen)
14. Selska Gora (dt. Sellenberg)
15. Stan (dt. Stein)
16. Stara Gora (dt. Altenberg bei Neudegg)
17. Ševnica (dt. Scheinitz)
18. Škrjanče (dt. Schkeriantsche)
19. Trbinc (dt. Terbinz)
20. Volčje Njive (dt. Wolfsfeld)
21. Zabrdje (dt. Gallenberg)
22. Zagorica (dt. Sagoritz bei Neudegg)

## Nachbargemeinden
| Litija  | Šentrupert                                  |                   |
| Trebnje | Kompassrose, die auf Nachbargemeinden zeigt | Mokronog-Trebelno |
|         | Trebnje                                     |                   |

## Der Ort Mirna

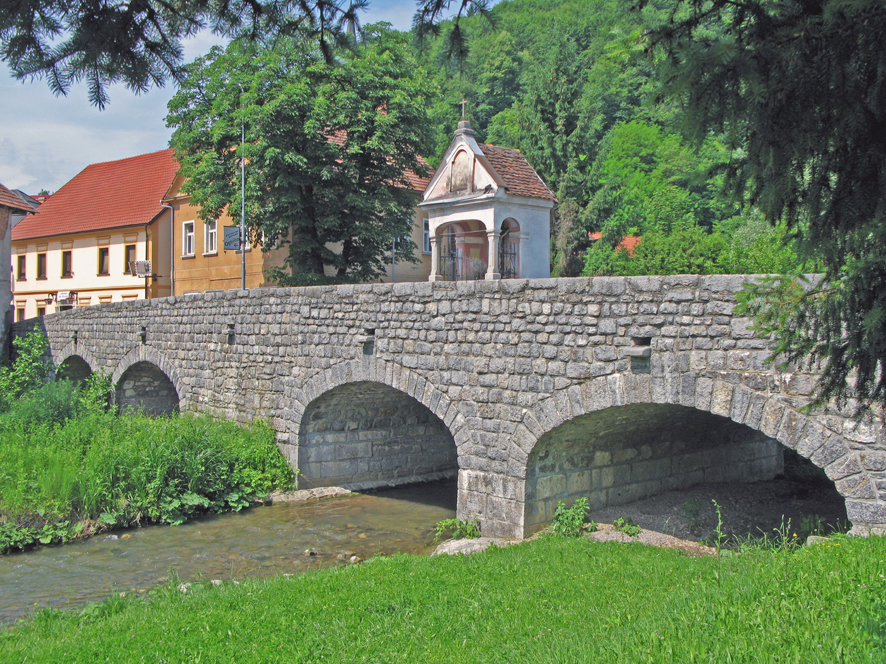
Mirna: Die alte Bogenbrücke überspannt den Mirnabach

Die Siedlung mit ihren 1374 Einwohnern (2010) ist heute ein regionales Wirtschaftszentrum am Rande eines kleinen Talbeckens, das sich von hier aus nach Osten öffnet. Mirna, das vor dem Zweiten Weltkrieg durch seine hier abgehaltenen Viehmärkte bekannt war und dessen Bevölkerung noch in der Nachkriegszeit hauptsächlich in der Landwirtschaft tätig war, erlebte seit den 1960er Jahren einen großen industriellen Aufschwung und besitzt heute etliche Industriebetriebe für Getränke und Nahrungsmittel, Kunststoffartikel und Metallprodukte. In den letzten Jahren entwickelt sich der Fremdenverkehr als weiterer wichtiger Wirtschaftszweig.
Der Ort liegt auf einer mittleren Höhe von 263 m. i. J. und wird von der vorwiegend friedlichen, gleichnamigen Mirna durchströmt. Die Siedlung besitzt eine Eisenbahnstation und ist der Kreuzungspunkt der Hauptstraßen, Nr. 215 Trebnje – Sevnica und Nr. 417 Mirna – Litija. Nahe der steinernen Bogenbrücke, aus dem 18. Jahrhundert, die sich über den Mirnabach spannt, stehen noch einige ältere, schmucke Häuser des alten Ortskerns. Dahinter erhebt sich, etwas erhöht die Pfarrkirche des hl. Johannes des Täufers.

### Pfarrkirche St. Johann

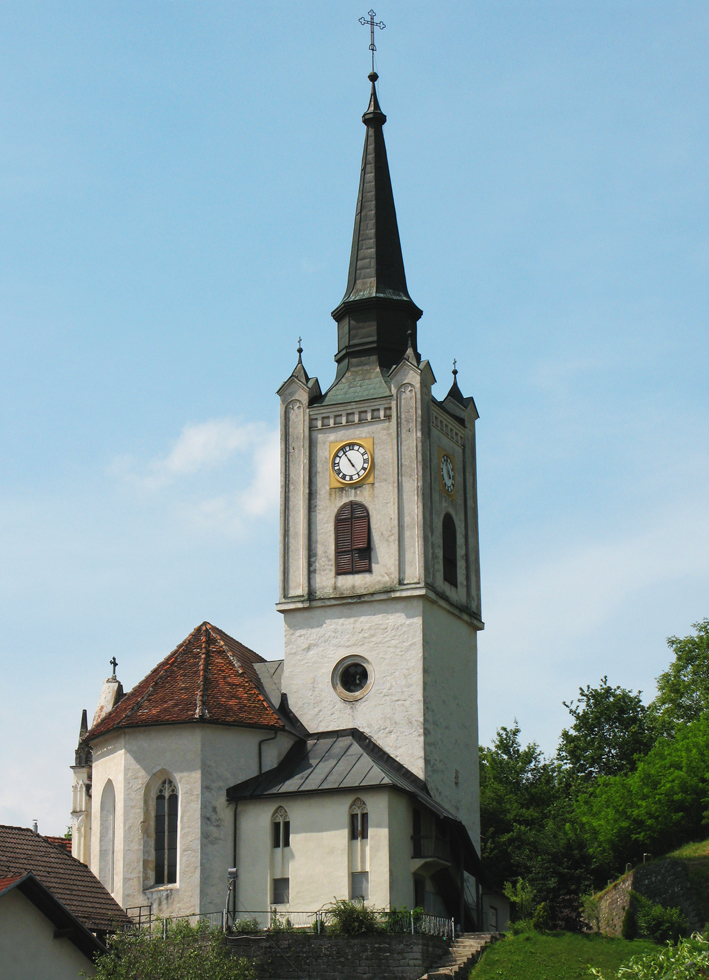
Mirna: Die Pfarrkirche St. Johann Baptist.

Die Pfarrkirche St. Johannes Baptist (slow. Sv. Janez Krstnik) steht auf einer kleinen Terrasse, am Fuße des 405 m hohen Trbinc, direkt oberhalb des alten Siedlungskerns und des Mirnabaches. Bereits im Jahre 1265 wurde in einer Freisinger Urkunde eine Johanneskirche für den Ort erwähnt. Um 1470 wurde dann, auf Betreiben des Pfarrherrn Johann Harrer, das bestehende Gebäude teilweise abgebrochen und mit der Errichtung einer neuen Kirche begonnen. Der Bau wurde im gotischen Stil ausgeführt und im Jahre 1498 mit der Einwölbung des Schiffes abgeschlossen. Seit damals wurde das Sakralgebäude noch zweimal gründlich erneuert.
Das Kirchengebäude besitzt einen verlängerten Altarraum mit sterngewölbtem Abschluss, ein sogenanntes „Krainer Presbyterium“. In die rautenförmigen Felder zwischen den Gewölberippen sind reiche Fresken eingebettet. Im ersten Scheitelfeld thront Christus in einer Mandorla, um ihn versammeln sich die Symbole der vier Evangelisten und im abschließenden Gewölbestern sind noch die vier lateinischen Kirchenväter dargestellt. Die stehende Muttergottes mit dem Jesuskind im zweiten Scheitelfeld ist ebenfalls von einer Mandorla eingefasst und wird von den damals populärsten weiblichen Heiligen, St. Barbara, St. Katharina, St. Dorothea und St. Margarethe umgeben. Alle seitlichen Gewölbefelder werden von Engeln mit Musikinstrumenten besetzt. In den reichen Gewändern und den gewollten schönen Gesichtern spürt man noch den Nachhall des verspäteten „weichen Stils“. Die spätgotischen Fresken sind von beachtlicher Qualität und entstanden vor dem Ende des 15. Jahrhunderts. Sie werden einem Meister Wolfgang (slow. Mojstra Bolfganga) zugeschrieben.